# Långnosad bengädda
Långnosad bengädda (Lepisosteus osseus) är en fisk i familjen bengäddor som lever i Nordamerika.

## Utseende
En avlång, cylindrisk fisk med lång, spetsig nos och en mun med talrika, spetsiga tänder. Vuxna fiskar har olivbrun kropp med vit buk och ofta mörka fläckar på fenorna; populationer som lever i klart vatten kan även ha fläckig kropp. Ungfiskarna har ett smalt, brunt streck längs ryggen, och ett brett, likaledes brunt band längs sidorna. Rygg- och analfenorna sitter långt bak på kroppen. Ryggfenan har 6 till 9 mjukstrålar, medan analfenan har 8 till 10. Som mest kan arten bli 200 cm lång och väga 22,8 kg, men är vanligtvis betydligt mindre.

## Vanor
Den långnosade bengäddan föredrar stilla eller sakta flytande vatten, som sjöar, reservoarer, långsamma floder eller flodmynningar, även med bräckt vatten. Den förekommer även i kustnära saltvatten. Arten är framför allt aktiv under den mörka delen av dygnet; under dagen uppehåller den sig på grunt vatten, gärna i något gömsle. Den tycker om höga temperaturer och har påträffats i vatten så varmt som 34°C. Varma dagar eller nätter händer det att fisken flyter stilla i vattenytan, något som även tjänar som ett sätt att smyga sig på födan. Denna består främst av fisk; speciellt ungfiskar tar även mindre kräftdjur och insekter, framför allt larver och puppor av tvåvingar. Förutom att använda gälarna, kan arten även andas atmosfäriskt syre med hjälp av sin simblåsa, som är rik på blodkärl, ansluten till svalget och fungerar som en lunga. I fångenskap har honorna av den långnosade bengäddan blivit 30 år gamla; i det fria kan de nå en ålder av 22 år. Hanen blir knappast äldre än 17 år.
Arten har inte många fiender på grund av sina kraftiga, sega fjäll, men det har förekommit att den angripits av mississippialligator.

### Fortplantning
Arten leker under vår och sommar när vattentemperaturen ligger mellan 18 och 21 °C. Leken sker i grunda vatten med grus- eller klippbotten. I samband med parningen närmar sig upp till 15 hanar en hona som, om hon är villig, simmar runt i en oval i upp till 15 minuter innan själva parningen sker. Under denna rundsimning nafsar hanarna henne upprepade gånger. Deltagarna stiger också ofta till ytan och snappar luft. Till slut ställer sig deltagarna med kroppen snett neråt så att nosen snuddar vid botten varvid delagarna avger ägg och mjölke samtidigt som de darrar kraftigt. Mellan 1 100 och över 77 000 ägg läggs av varje hona, beroende på hennes storlek. Äggen kläcks efter 7 till 9 dagar (i undantagsfall så kort tid som 3). Den lagda rommen är giftig.
Arten utövar ingen egen yngelvård; däremot förekommer det att den lägger sina ägg i bon av svartabborre, där fadern bedriver yngelvård. Han kommer på så sätt att bevaka både sin egen och den långnosade bengäddans avkomma.

## Utbredning
Utbredningsområdet sträcker sig från Quebec i Kanada over de Stora sjöarna (utom Övre sjön), nordvästra och hela östra USA till Rio Grandes flodområde i Texas och norra Mexiko.

## Betydelse för människan
Den långnosade bengäddan anses ha ett gott kött, men är ändå inte föremål för något större fiske. Ett kommersiellt fiske förekommer dock i Arkansas. Den är inte särskilt uppskattad av yrkesfiskare, eftersom det anses att den tar värdefullare fisk. Arten är däremot föremål för ett visst sportfiske; bland annat i Texas fångas den med pil och båge.